# Noctua deprivata
Noctua deprivata là một loài bướm đêm trong họ Noctuidae.